# Jaroslav Popelka (aktivista)
Jaroslav Popelka, známý jako Slávek Popelka (* 4. února 1956 Uherské Hradiště), je bývalý politický vězeň, disident, antikomunista, organizátor protestních akcí, odpůrce minulého i současného režimu, novinář a publicista.

## Život
Jeho otec byl za první republiky úspěšným obchodníkem a podnikatelem, za komunismu byl šikanován; zemřel v roce 1969. Jaroslav Popelka v roce 1975 maturoval na SPŠ strojní, v letech 1975–1979 navštěvoval fakultu strojního inženýrství Vysokého učení technického v Brně, ale studium nedokončil.
Počátkem roku 1988 začal dávat najevo svůj odpor vůči režimu. Tiskl letáky na domácí tiskárničce a vyhazoval je z oken. Zveřejňoval výzvy k demonstracím a k demisi KSČ. Vyhlásil a držel několik hladovek – nejdelší dvoutýdenní, celkem 40 dní. Jeho další letáky vyzývaly k založení Strany zelených. Chodil na schůze klubu esperantistů v Brně, kde přednášel o zdravé výživě.
Byl přítelem disidenta Petra Cibulky. V období let 1988–1989 byl pětkrát vězněn za tzv. přečin proti veřejnému pořádku; odpykával si nepodmíněné tresty odnětí svobody v délce od několika týdnů až do osmi měsíců, z posledního trestu předčasně propuštěn začátkem listopadu 1989. Obhajoval jej advokát jihomoravských disidentů Jiří Machourek.
Po listopadu 1989 vystudoval v Olomouci teologii a žurnalistiku a působil v olomouckém hnutí DUHA.
Působí v redakcích menších časopisů a v politických uskupeních Nové Hnutí, Pospolitost, Charta 97. Prosazoval přímou volbu prezidenta.
V roce 1998 se oženil s lékařkou z Nového Města na Moravě, kam se přestěhoval; má dceru Barunku.
Je redaktorem deníku Vysočina. Založil hnutí hnutí Opona (Obecná porada o nápravě), které chce omezit moc politických stran. V roce 2011 vyzýval k demonstraci dne 17. listopadu 2011. V roce 2012 založil lidový orgán Národní rada s cílem svržení vlády; vyzýval také k celostátní demonstraci dne 15. března 2012 (tzv. Holešovská výzva).

## Mediální popularita
Slávek Popelka se stal mediálně známějším 16. března 2012, kdy vystoupil v pořadu Hyde park, kde měl obhajovat iniciativu Holešovská výzva. Jeho výkon byl posléze velice ostře kritizován. Popelka podle kritiků neuměl své myšlenky dostatečně obhájit.
Popelka uznal, že nebyly jeho argumenty adekvátní. Hájil to tím, že byl z příprav na demonstrace velice unavený, a navíc k tomu přispěla také údajná hostilita moderátora, Daniela Takáče. Popelka tvrdil, že se ho Takáč snažil zesměšnit.
Někteří příznivci Holešovské výzvy však Popelku za jeho práci i vystoupení oceňovali a připojili se k jeho kritice chování moderátora.

## Trestní stíhání
V dubnu 2013 Jaroslav Popelka při svém protestu zablokoval svým vozem dopravu před Úřadem vlády a následně při pokusu policie odstavit jej a umožnit plynulý provoz najel do zasahujícího policisty. Byl obviněn z trestného činu násilí proti úřední osobě. Soud první instance Popelkovi uložil podmíněný trest v délce 8 měsíců odnětí svobody, proti kterému se odvolal. Odvolací soud nicméně jeho jednání posoudil jako pouhý přestupek. Nejvyšší soud byl ale jiného názoru a odvolací soud mu nakonec uložil trest pod spodní hranicí trestní sazby, pouhý týden ve vězení s podmíněným odkladem, čímž zhodnotil podle jeho názoru velmi nízkou závažnost spáchaného činu. Nejvyšší soud však toto rozhodnutí zrušil a Popelka byl nakonec v roce 2016 potrestán šestiměsíčním trestem s podmíněným odložením na rok.
V roce 2023 vyzýval k odstranění ukrajinské vlajky z budovy Národního muzea v Praze. Byl mu uložen podmínečný trest a zákazu pobytu v Praze, který nicméně porušil a v srpnu 2024 pak nenastoupil k výkonu dvouměsíčního trestu odnětí svobody.